# Badminton-Mannschaftsasienmeisterschaft 2018
Bei der Badminton-Mannschaftsasienmeisterschaft 2018 wurden die asiatischen Mannschaftstitelträger bei den Damen- und Herrenteams ermittelt. Die Titelkämpfe fanden vom 6. bis zum 11. Februar 2018 in Alor Setar statt.
Die Meisterschaft war gleichzeitig Qualifikationsturnier für den Thomas Cup 2018 und den Uber Cup 2018.

## Medaillengewinner
| Disziplin  | Gold | Silber | Bronze |
| ---------- | --- | --- | --- |
| Herrenteam | Indonesien Mohammad Ahsan Jonatan Christie Markus Fernaldi Gideon Anthony Ginting Firman Abdul Kholik Ihsan Maulana Mustofa Angga Pratama Rian Agung Saputro Hendra Setiawan Kevin Sanjaya Sukamuljo | Volksrepublik China Chai Biao Han Chengkai He Jiting Lu Guangzu Qiao Bin Shi Yuqi Tan Qiang Wang Zekang Zhao Junpeng Zhou Haodong   | Malaysia Goh Sze Fei Goh V Shem Nur Izzuddin Lee Chong Wei Lee Zii Jia Ong Yew Sin Soong Joo Ven Tan Wee Kiong Teo Ee Yi Iskandar Zulkarnain Zainuddin                                                |
| Herrenteam | Südkorea Choi Sol-gyu Chung Eui-seok Heo Kwang-hee Jeon Hyeok-jin Kang Min-hyuk Kim Duk-young Kim Won-ho Lee Dong-keun Seo Seung-jae Son Wan-ho                                                      | | |
| Damenteam  | Japan Yuki Fukushima Sayaka Hirota Misaki Matsutomo Aya Ohori Nozomi Okuhara Sayaka Sato Ayaka Takahashi Shiho Tanaka Akane Yamaguchi Koharu Yonemoto                                                | Volksrepublik China Cao Tongwei Chen Xiaoxin Chen Yufei Dong Wenjing Du Yue Feng Xueying Gao Fangjie He Bingjiao Li Yinhui Zheng Yu | Indonesien Anggia Shitta Awanda Fitriani Della Destiara Haris Ruselli Hartawan Ni Ketut Mahadewi Istarani Greysia Polii Rizki Amelia Pradipta Apriyani Rahayu Hana Ramadhini Gregoria Mariska Tunjung |
| Damenteam  | Südkorea An Se-young Baek Ha-na Chang Ye-na Jeon Ju-i Kim Hye-rin Lee Jang-mi Lee So-hee Lee Yu-rim Shin Seung-chan Sung Ji-hyun                                                                     | | |

### Setzliste
- Herrenteam

1. Volksrepublik China
2. Indonesien
3. Chinesisch Taipeh
4. Japan
5. Indien
6. Südkorea
7. Malaysia
8. Hongkong

- Damenteam

1. Japan
2. Volksrepublik China
3. Südkorea
4. Thailand
5. Chinesisch Taipeh
6. Indien
7. Indonesien
8. Malaysia

### Gruppeneinteilung
- Herrenteam

| Gruppe A                              | Gruppe B                        | Gruppe C                                    | Gruppe D                                |
| ------------------------------------- | ------------------------------- | ------------------------------------------- | --------------------------------------- |
| Volksrepublik China Hongkong Singapur | Japan Südkorea Nepal Kasachstan | Chinesisch Taipeh Malaysia Thailand Myanmar | Indonesien Indien Philippinen Malediven |

- Damenteam

| Gruppe W              | Gruppe X                             | Gruppe Y                              | Gruppe Z                                |
| --------------------- | ------------------------------------ | ------------------------------------- | --------------------------------------- |
| Japan Indien Hongkong | Südkorea Chinesisch Taipeh Malediven | Thailand Malaysia Vietnam Philippinen | Volksrepublik China Indonesien Singapur |

## Herrenteam

### Gruppenphase

#### Gruppe A
- Hongkong gegen Singapur

- China gegen Singapur

- China gegen Hongkong

#### Gruppe B
- Südkorea gegen Nepal

- Japan gegen Kasachstan

- Südkorea gegen Kasachstan

- Japan gegen Nepal

- Nepal gegen Kasachstan

- Japan gegen Südkorea

#### Gruppe C
- Malaysia gegen Thailand

- Taiwan gegen Myanmar

- Malaysia gegen Myanmar

- Taiwan gegen Thailand

- Taiwan gegen Malaysia

- Thailand gegen Myanmar

#### Gruppe D
- Indien gegen Philippinen

- Indonesien gegen Malediven

- Indonesien gegen Philippinen

- Indien gegen Malediven

- Indonesien gegen Indien

- Philippinen gegen Malediven

### Endrunde
|  | Viertelfinale       | Viertelfinale    |  |  | Halbfinale          | Halbfinale        |   |  | Finale | Finale |
|  |                     |                  |  |  |                     |                   |   |  |        |        |
|  | 9. Februar 17:00    |                  |  |  |                     |                   |   |  |        |        |
|  | Volksrepublik China | 3                |  |  | 10. Februar 18:00   | 10. Februar 18:00 |   |  |        |        |
|  | Indien              | 1                |  |  | Volksrepublik China | 3                 |   |  |        |        |
|  | 9. Februar 17:00    | 9. Februar 17:00 |  |  | Malaysia            | 1                 |   |  |        |        |
|  | Malaysia            | 3                |  |  | 11. Februar 18:00   | 11. Februar 18:00 |   |  |        |        |
|  | Hongkong            | 0                |  |  | Volksrepublik China | 1                 |   |  |        |        |
|  | 9. Februar 17:00    | 9. Februar 17:00 |  |  |                     | Indonesien        | 3 |  |        |        |
|  | Thailand            | 1                |  |  | 10. Februar 18:00   | 10. Februar 18:00 |   |  |        |        |
|  | Südkorea            | 3                |  |  | Südkorea            | 2                 |   |  |        |        |
|  | 9. Februar 17:00    | 9. Februar 17:00 |  |  | Indonesien          | 3                 |   |  |        |        |
|  | Japan               | 0                |  |  |                     |                   |   |  |        |        |
|  | Indonesien          | 3                |  |  |                     |                   |   |  |        |        |

## Damenteam

### Gruppenphase

#### Gruppe W
- Indien gegen Hongkong

- Japan gegen Hongkong

- Japan gegen Indien

#### Gruppe X
- Taiwan gegen Malediven

- Südkorea gegen Malediven

- Südkorea gegen Taiwan

#### Gruppe Y
- Malaysia gegen Vietnam

- Thailand gegen Philippinen

- Malaysia gegen Philippinen

- Thailand gegen Vietnam

- Thailand gegen Malaysia

- Vietnam gegen Philippinen

#### Gruppe Z
- Indonesien gegen Singapur

- China gegen Singapur

- China gegen Indonesien

### Endrunde
|  | Viertelfinale       | Viertelfinale    |  |  | Halbfinale          | Halbfinale          |   |  | Finale | Finale |
|  |                     |                  |  |  |                     |                     |   |  |        |        |
|  | 9. Februar 08:30    |                  |  |  |                     |                     |   |  |        |        |
|  | Japan               | 3                |  |  | 10. Februar 12:00   | 10. Februar 12:00   |   |  |        |        |
|  | Chinesisch Taipeh   | 0                |  |  | Japan               | 3                   |   |  |        |        |
|  | 9. Februar 08:30    | 9. Februar 08:30 |  |  | Indonesien          | 0                   |   |  |        |        |
|  | Indonesien          | 3                |  |  | 11. Februar 12:00   | 11. Februar 12:00   |   |  |        |        |
|  | Indien              | 1                |  |  | Japan               | 3                   |   |  |        |        |
|  | 9. Februar 08:30    | 9. Februar 08:30 |  |  |                     | Volksrepublik China | 0 |  |        |        |
|  | Volksrepublik China | 3                |  |  | 10. Februar 12:00   | 10. Februar 12:00   |   |  |        |        |
|  | Thailand            | 1                |  |  | Volksrepublik China | 3                   |   |  |        |        |
|  | 9. Februar 08:30    | 9. Februar 08:30 |  |  | Südkorea            | 1                   |   |  |        |        |
|  | Malaysia            | 0                |  |  |                     |                     |   |  |        |        |
|  | Südkorea            | 3                |  |  |                     |                     |   |  |        |        |